# Jimmy Dunn
Pour les articles homonymes, voir Jim Dunn (homonymie) et Dunn.
James Dunn, couramment appelé Jimmy Dunn, est un footballeur international écossais, né le 25 novembre 1900, à Glasgow et décédé le 20 août 1963 . Évoluant au poste d'attaquant, il est particulièrement connu pour ses saisons à Hibernian et à Everton.
Il compte 6 sélections pour 2 buts inscrits en équipe d'Écosse, faisant notamment partie des Wembley Wizards.

## Biographie

### Carrière en club
Natif de Glasgow, il est formé dans le club local junior de Govan St Anthony's, il commence sa carrière senior en signant pour Hibernian en 1920. Il y resta 8 saisons, atteignant notamment deux fois la finale de la Coupe d'Écosse en 1923 et 1924. 
Il s'engagea ensuite en 1928 pour le club anglais d'Everton, juste après avoir attiré la lumière sur lui en faisant partie des Wembley Wizards. Il y restera 7 saisons, remportant un titre de division 2 en 1930-31 puis de devenir champion d'Angleterre dès la saison suivante ainsi que la FA Cup en 1933, marquant un but en finale.
Il quitta Everton en 1935 pour rejoindre Exeter City, devenant alors la recrue la plus chère de ce club. Il rejoignit Runcorn (en) dès la saison suivante, avant de se reconvertir dans l'encadrement technique.
Son fils, appelé aussi Jimmy Dunn (en), devient aussi joueur professionnel, notamment pour Wolverhampton Wanderers où il remporta la FA Cup en 1949.

### Carrière internationale
Jimmy Dunn reçoit 6 sélections en faveur de l'équipe d'Écosse. Il joue son premier match le 14 février 1925, pour une victoire 3-1, au Tynecastle Stadium d'Édimbourg, contre le Pays de Galles en British Home Championship. Il reçoit sa dernière sélection le 27 octobre 1928, pour une victoire 4-2, à l'Ibrox Park de Glasgow, contre le Pays de Galles en British Home Championship. Il inscrit 2 buts lors de ses 6 sélections.
Il participe avec l'Écosse aux British Home Championship de 1925, 1927, 1928 et 1929. Il est l'un des membres des Wembley Wizards qui ont battu l'Angleterre 5-1 à Wembley le 31 mars 1928.

#### Buts internationaux
| no | Date            | Lieu                  | Adversaire     | Score final | Compétition               |
| -- | --------------- | --------------------- | -------------- | ----------- | ------------------------- |
| 1  | 28 février 1925 | Windsor Park, Belfast | Irlande        | 3-0         | British Home Championship |
| 2  | 27 octobre 1928 | Ibrox Park, Glasgow   | Pays de Galles | 4-2         | British Home Championship |

## Palmarès
- Hibernian :
  - Finaliste de la Coupe d'Écosse en 1923 et 1924

- Everton :
  - Champion d'Angleterre en 1931-32
  - Vainqueur de la FA Cup en 1933
  - Vainqueur du Charity Shield en 1932
  - Vainqueur de la D2 anglaise en 1930-31